# Imamzadeh Saleh
L'Imāmazadeh Saleh o Emam Zadeh Saleh (persiano امامزاده صالح è stato un Imamzadeh sciita, il cui santuario - forse il più popolare nella zona settentrionale di Tehran - è situato a Piazza Tajrish a Tehran, distretto settentrionale di Shemiran, in Iran.
L'Imamzadeh Saleh fu figlio del settimo Imam sciita duodecimano Musa al-Kazim, e fu quindi fratello dell'Imam ʿAlī al-Riḍā.